# Sirakoro
Sirakoro is een gemeente (commune) in de regio Kayes in Mali. De gemeente telt 10.600 inwoners (2009).
De gemeente bestaat uit de volgende plaatsen:
- Bayala
- Dalala
- Faraba I
- Faraba II
- Kokourouni
- Kolinkourounda
- Konofaye
- Mourgoula
- Neroumba
- Sirakoro